# Natasha Rothwell
Pour les articles homonymes, voir Rothwell.
Natasha Rothwell, née le 18 octobre 1980 à Wichita, dans le Kansas, est une actrice, scénariste et productrice américaine.
Elle est surtout connue pour ses interprétations, dans les séries HBO, de Kelli Prenny dans Insecure et Belinda dans The White Lotus.
En septembre 2024, elle co-crée et est à l'affiche de la série How to Die Alone sur Hulu.

## Filmographie

### Actrice

#### Cinéma
- 2015 : A Year and Change : Angie
- 2018 : Love, Simon : Mlle Albright
- 2019 : Wyrm : V.P. Lister
- 2020 : Lady Business : Jill
- 2020 : Sonic, le film : Rachel
- 2020 : Wonder Woman 1984 : Carol
- 2022 : Sonic 2, le film : Rachel
- 2022 : Aqua Teen Forever: Plantasm : Japongaloid
- 2023 : Baby Shark's Big Movie!
- 2023 : Wish : Asha et la Bonne Étoile : Sakina
- 2023 : Wonka
- 2024 : Sonic 3, le film : Rachel

#### Télévision
- 2016-2021 : Insecure : Kelli Prenny (32 épisodes)
- 2020-2022 : Love, Victor : Mlle Albright (1 épisode)
- 2020-2023 : Baby Shark : L'Aventure sous l'eau : plusieurs personnages (33 épisodes)
- 2021 : Les Simpson : Erin (1 épisode)
- 2021-2025 : The White Lotus : Belinda Lindsey (7 épisodes)
- 2022 : Molly McGee et le Fantôme : Candace Green (1 épisode)
- 2023 : Hailey sauve le monde : Carla (1 épisode)
- 2024 : How to Die Alone : Melissa (8 épisodes)

### Scénariste
- 2014-2015 : Saturday Night Live (21 épisodes)
- 2016-2020 : Insecure (17 épisodes)
- 2024 : How to Die Alone (2 épisodes)